# Tornado de Londres de 1091
El Tornado de Londres de 1091 ocurrió en la aldea de Londres (reino de Inglaterra) el 23 de octubre de 1091, según el calendario gregoriano. Según el obsoleto calendario juliano, en uso en aquella época, sucedió el 17 de octubre.
De acuerdo con la interpretación y análisis de los informes, posiblemente se trató de un tornado T8 (parecido en intensidad a un tornado F4).
Dejó un saldo de dos víctimas fatales. 
El tornado dañó gravemente la iglesia St. Mary-le-Bow en el centro de la localidad; cuatro vigas de madera de 8 metros de longitud volaron y se clavaron en el suelo con tanta fuerza que sólo sobresalieron 1,5 m.
Otras capillas e iglesias de la zona quedaron completamente demolidas, y unas 600 casas (la mayoría de madera).
Por efecto de los violentos vientos, se cayó el puente de Londres (que era de madera) sobre el río Támesis. El rey Guillermo II de Inglaterra (1060-1100) ordenó realizar la reparación mediante trabajos forzados, junto con la nueva catedral de San Pablo y la Torre de Londres. Ese puente se incendiaría en 1136.